# Pitzenberg
Pitzenberg är en ort och kommun i Österrike. Den ligger i distriktet Vöcklabruck i förbundslandet Oberösterreich, 200 kilometer väster om huvudstaden Wien. 
Kommunen består av fem orter (Ortschaften) (inom parentes invånarantal 1 januari 2024):
- Aich (72)
- Höck (187)
- Litzing (46)
- Pitzenberg (126)
- Pitzenbergholz (147)